# Alberto Munárriz
Alberto Munárriz Egaña (Pamplona, 19 maggio 1994) è un pallanuotista spagnolo che milita nel Barceloneta.

## Palmarès

### Club
- Campionato spagnolo: 11

Barceloneta: 2014-15, 2015-16, 2016-17, 2017-18, 2018-19, 2019-20, 2020-21, 2021-22, 2022-23, 2023-24, 2024-25
- Copa del Rey: 11

Barceloneta: 2014-15, 2015-16, 2016-17, 2017-18, 2018-19, 2019-20, 2020-21, 2021-22, 2022-23, 2023-24, 2024-25
- Supercopa de España: 9

Barceloneta: 2015, 2016, 2017, 2018, 2019, 2021, 2022, 2023, 2024

### Nazionale
- Mondiali

Gwangju 2019: 
Budapest 2022: 
Fukuoka 2023: 
Doha 2024: 
Singapore 2025: 
- Europei

Barcellona 2018: 
Budapest 2020: 
Spalato 2022: 
Zagabria-Dubrovnik 2024: 
- Coppa del Mondo

Los Angeles 2023: 
Podgorica 2025: 
- World League

Budapest 2018: 
Strasburgo 2022: 